# Hotel zur Hölle
Hotel zur Hölle (Originaltitel: Motel Hell) ist ein von Kevin Connor gedrehter Horrorfilm mit satirisch-komödiantischen Untertönen, in dem der Star zahlreicher B-Western der 1950er Jahre, Rory Calhoun, eine seiner ungewöhnlichsten Hauptrollen spielt. In den USA fand der Film am 18. Oktober 1980 seine Erstaufführung, in den Niederlanden konnte man ihn bereits zwei Monate zuvor sehen. In der Bundesrepublik Deutschland lief der Film am 21. November 1980 an.

## Handlung
Der grauhaarige Vincent Smith betreibt mit seiner jüngeren Schwester Ida auf dem Land eine Schweinezucht mit angeschlossener Räucherei, für die sie mit einem großen Straßenplakat werben: „Farmer Vincent's Smoked Meats. This is it!“. Daran angeschlossen führen sie auch ein kleines Hotel namens Motel Hello, bei dessen elektrisch betriebenen Namenszug der letzte Buchstabe „o“ kurzschlussbedingt häufig flackert. Doch das Geschwisterpaar hat ein ebenso blutiges wie mörderisches Geheimnis: es verarbeitet auch Menschenfleisch.
Allabendlich lauert Vincent auf einer Durchgangsstraße Autofahrern mit auf dem Asphalt ausgelegten Fallen auf. Die Fahrzeuge geraten ins Schleudern und stürzen den Abhang hinab oder überschlagen sich. Eines Abends hat Vincent ein mit zwei Menschen besetztes Motorrad im Visier. Ein Schuss fällt, und das Krad überschlägt sich. Der alte Bike-Fahrer Bo kommt dabei angeblich um; seine hübsche, sehr viel jüngere Freundin Terry überlebt den Anschlag leicht verletzt. Vincent findet Gefallen an ihr, und er entscheidet sich, ganz zum Ärger seiner Schwester, Terry zu verschonen. In den nächsten Tagen erholt sich Terry rasch in seinem und Idas Haus.
Währenddessen verschwindet Vincent immer mal wieder hinter einer von herabwuchernden Grünpflanzen perfekt getarnten Holzwand, die einen geheimen Garten vom Rest der Landschaft abtrennt. Dort bestellt er ganz besondere, unter kleinen Säcken verborgene „Pflanzen“. In unmittelbarer Nähe begutachtet indessen der Veterinär Bob Vincents Schweinehaltung. Als er sich der pflanzenbehangenen Holzwand zum geheimen Garten nähert, tritt ihm plötzlich Vincent entgegen. Bob hegt Misstrauen, und so kehrt der Veterinär in der kommenden Nacht an diesen Ort zurück und klettert über die Absperrung. Er sieht die kleinen Säcke, unter denen sich ganz offensichtlich etwas bewegt. Er zieht einige herunter und sieht hin- und herschwenkende Menschenköpfe, die gurgelnde und knarzende Geräusche von sich geben. Alles unterhalb der Köpfe wurde tief im Erdreich eingegraben. Diese Menschen, denen die Stimmbänder durchgeschnitten wurden, damit ihre Schreie nicht gehört werden können, sind allesamt Opfer von Vincents nächtlichen Straßenfallen. Auch Terrys angeblich toter Bikerfreund Bo befindet sich unter ihnen. Ehe der Veterinär reagieren kann, wird er von hinten niedergeschlagen. Auch er wird eingegraben und wie die anderen Opfer mittels Trichtern und Schläuchen für das nächste Schlachtfest gemästet.
In der Zwischenzeit ist der junge Sheriff Bruce Smith bei seinen älteren Geschwistern aufgetaucht. Er untersucht das Verschwinden mehrerer Menschen. Bruce freundet sich mit Terry an und verliebt sich rasch in sie. Doch diese hat längst ein Auge auf den alten Vincent, ihren vermeintlichen Retter, geworfen. Als bei einem Badeausflug Ida versucht, die schlechte Schwimmerin Terry zu ertränken, kommt ihr der angeschwommene Vincent in letzter Sekunde zu Hilfe. Terry erklärt ihm eines Abends ihre Liebe, und Vincent schlägt ihr vor, sie schnellstmöglich zu heiraten. Ganz offensichtlich mit Vincents Einwilligung schüttet Ida Terry ein Betäubungsmittel in ein Glas Champagner, damit das Geschwisterpaar im geheimen Garten ungestört „ernten“ können. Mit Lichtorgelspielen werden mehrere eingegrabene Straßenopfer in Hypnose versetzt, dann legt Vincent den Menschen Seile um den Hals und startet seinen an ihnen befestigten Trecker. Nachdem er sie mit einem kurzen Ruck stranguliert hat, zieht der Trecker die Toten aus der Erde und bringt sie ins Schlachthaus.
Die Ereignisse überschlagen sich, als Bruce allmählich dem schrecklichen Treiben seiner Geschwister auf die Spur kommt und er, von Eifersucht geplagt, der wiedererwachten Terry klarzumachen versucht, dass Vincent nicht der Richtige für sie sein könne. Er zeigt ihr den Beweis dafür, dass Vincent sie und Bo vom Motorrad heruntergeschossen haben muss. Beide fahren zum Motel Hello. Währenddessen ist es Bo gelungen, sich selbst auszugraben und die Mitopfer zu befreien. Röchelnd und gurgelnd schlurfen sie durch die Dunkelheit, auf der Suche nach ihren Peinigern.
Ida überwältigt ihren jüngeren Bruder und bringt Terry zu Vincent. Dieser erklärt der schockierten jungen Frau, dass man ihn seit 30 Jahren dafür lobe, dass hier in der Gegend niemand ein so würziges Fleisch herstelle wie er. Außerdem täte er auf diese Weise der Welt ganz nebenbei noch etwas Gutes: Es gäbe viel zu viele Menschen, die viel zu wenig zu essen hätten. Terry, zutiefst angewidert, versucht zu fliehen, wird jedoch von Vincent eingefangen, mit Gas betäubt und auf ein Förderband geschnallt, das der Zerteilung von Fleischbrocken dient.
Inzwischen haben die wie Zombies durch die Nacht torkelnden Straßenopfer das Motel Hello erreicht und gemeinsam Ida überwältigt. Einer der sprechunfähigen Männer stürzt in demjenigen Moment durch eine Fensterscheibe ins Schlachthaus hinein, in dem sich Vincent gerade Terrys entledigen will. Es kommt zum Kampf, den Vincent gewinnt. Inzwischen ist der kleine Bruder Bruce wieder erwacht und zum Schlachthaus vorgedrungen. Er sieht Terry auf dem Förderband liegen und will sie befreien, als plötzlich ein Mann mit Schweinsmaske und laufender Kettensäge hinter ihm auftaucht. Dahinter verbirgt sich Vincent. Es kommt zu einem mörderischen Showdown: Kettensäge gegen Kettensäge. Dabei wird Vincent schwer verletzt. Im Sterben sagt er noch seinem Bruder Bruce, er möge nach dem geheimen Garten sehen und sich um die Schweine kümmern.
Terry wird vom laufenden Förderband von Bruce befreit, und beide gehen zum geheimen Garten. Dort ist nur noch eine Person eingegraben: kopfüber. Beine mit langen roten Strümpfe strampeln hoch in der Luft. Die Straßenopfer haben sich an Ida gerächt. Als Bruce und Terry zum Motel zurückkehren, flackert zum letzten Mal der Buchstabe 'o', bis die Neonröhre schließlich explodiert. Jetzt ist nur noch zu lesen: Motel Hell.

## Produktionsnotizen
Der Horrorfilm ist in Teilen stark von dem wenige Jahre zuvor entstandenen Slasher-Film-Klassiker Blutgericht in Texas geprägt und versucht zugleich dieses Genre mit diversen komischen Einlagen zu parodieren. Vor allem Rory Calhoun als Menschenschlächter Vincent absolviert seinen schauspielerischen Auftrag selbst in den stärksten Schockmomenten mit breitem Dauergrinsen.
Die Dreharbeiten zu Hotel zur Hölle entstanden auf der Sable Ranch im kalifornischen Santa Clarita (Außenaufnahmen) sowie im Laird International Studio in Culver City (Innenaufnahmen).
Der Film kostete rund 3 Mio. Dollar und spielte in Nordamerika 6.342.668 Dollar ein.
Die Darstellerin der blonden Terry, Nina Axelrod, Tochter des berühmten Schriftstellers und Drehbuchautoren George Axelrod (Frühstück bei Tiffany), hat sich 1986 weitgehend von der Schauspielerei verabschiedet und arbeitet heute als Casting-Agentin.
Die FSK gab den Film nach mehreren Schnittauflagen ab 18 Jahren frei.

## Kritik
Die internationale Kritik zeigte sich eher abgeschreckt von den (nach damaligen Maßstäben) blutrünstigen Effekten und empfand, dass auch die komödiantischen Einlagen den Film nicht wirklich retten konnten. Trotzdem hat sich Hotel zur Hölle im Laufe der Jahrzehnte zu einem Kultfilm entwickelt.
Das große Personenlexikon des Films nannte Hotel zur Hölle einen „Menschenschlächter-Horror“.
Der Movie & Video Guide schrieb: „… scattered laughs and a lively finish fail to distinguish this gory horror comedy“.
Halliwell‘s Film Guide charakterisierte den Film wie folgt: „Horror comic intended to amuse, but too repulsive to do so“.
In der Filmzeitschrift Cinema heißt es: „Das Unwahrscheinliche, das Unvorstellbare, die Brutalität als Ausgeburt einer Phantasie, der es nicht um das Brutale an sich, sondern um das Phantastische schlechthin geht, geben dem Film „Hotel zur Hölle“ jene Elemente, die die Schocker der achtziger Jahre brauchen.“
Im Handbuch Filme 1977–80 kann man über Hotel zur Hölle lesen: „Indiskutabler Horrorfilm, der nur auf die Darstellung von zynischer Menschenverachtung und ekelerregenden Brutalitäten bedacht ist“.